# Scolecobrotus simplex
Scolecobrotus simplex är en skalbaggsart som beskrevs av Blackburn 1889. Scolecobrotus simplex ingår i släktet Scolecobrotus och familjen långhorningar. Inga underarter finns listade i Catalogue of Life.